# Lykandos

Les thèmes en Asie Mineure vers 950.

Le thème de Lykandos (en grec : Λυκανδός) est un thème byzantin d'Asie Mineure aux IXe et Xe siècles.

## Histoire
Le Lykandos est situé près de l'actuelle Elbistan au sud-est de la Turquie dans les montagnes de l'Anti-Taurus. En 903, l'Arménien Mleh (Mélias en grec) s'y établit et instaure une principauté quasi indépendante. Cette région est d'une grande importance stratégique et se trouve liée directement à la zone frontalière entre l'Empire byzantin et les émirats musulmans de Syrie et de Mésopotamie. Elle commande les principales routes au travers des montagnes de l'Anatolie byzantine. En 905, Mélias est expulsé de l'Empire byzantin à l'image de nombreux autres nobles arméniens à la suite de l'échec de la rébellion d'Andronic Doukas contre l'empereur Léon VI le Sage (886-912). Il est rappelé en 908 et sa principauté est reconnue à la suite de l'élévation de Mélias au rang de kleisourarche de Lykandos par Léon VI. Mélias a pour mission de rebâtir les forteresses en ruine de la région et d'y établir des garnisons, ainsi que de repeupler la région. Mélias remplit rapidement sa mission et la région est en mesure de fournir des hommes et des chevaux ainsi que d'abondantes terres arables selon Constantin VII Porphyrogénète. La région est principalement peuplée d'Arméniens et bientôt, Mélias réussit à étendre son contrôle sur les régions montagneuses voisines de Tzamandos et de Symposion.
Les sources arabes font très vite de cette nouvelle province une menace directe notamment pour l'émirat de Mélitène. Un puissant assaut arabe est lancé contre le thème de Lykandos en 909 mais soit il échoue, soit les Arabes n'arrivent qu'à reprendre des positions éloignées. En 915, les troupes de Mélias lancent un raid destructeur sur le territoire arabe jusqu'à Germanicée,. L'importance de la province et les succès de son dirigeant sont dûment reconnus, et en 916, Lykandos devient un véritable thème,. En 917, les troupes du thème participent à la campagne désastreuse contre les Bulgares qui se termine par la défaite à Anchialos.
Les forces thématiques jouent un grand rôle lors des guerres arabo-byzantines au début et au milieu du Xe siècle, notamment lors des campagnes de Jean Kourkouas qui étend la frontière orientale de l'empire jusqu'à l'Euphrate ; l'empire comprend alors en outre une partie de l'Arménie et de la Syrie. Ces mêmes troupes participent aussi aux guerres civiles de la fin du Xe siècle,. Sur le plan administratif, le thème est souvent dirigé conjointement avec les thèmes voisins de Mélitène et de Tzamandos. Il n'apparaît pas que le thème ait constitué un évêché. La région est perdue par les Byzantins après la bataille de Manzikert en 1071 quand elle est envahie par les Seldjoukides.